# Dendrophthoe odontocalyx
Dendrophthoe odontocalyx är en tvåhjärtbladig växtart som först beskrevs av George Bentham, och fick sitt nu gällande namn av Tieghem. Dendrophthoe odontocalyx ingår i släktet Dendrophthoe och familjen Loranthaceae. Inga underarter finns listade i Catalogue of Life.